# Pałac w Boryniczach
Pałac w Boryniczach – pałac we wsi Borynicze.
Murowany pałac wybudowany w 1873 r. przez Antoniego Dembińskiego. 
Obiekt uległ zniszczeniu w latach 1914–1918 podczas I wojny światowej.